# Denis Pétau

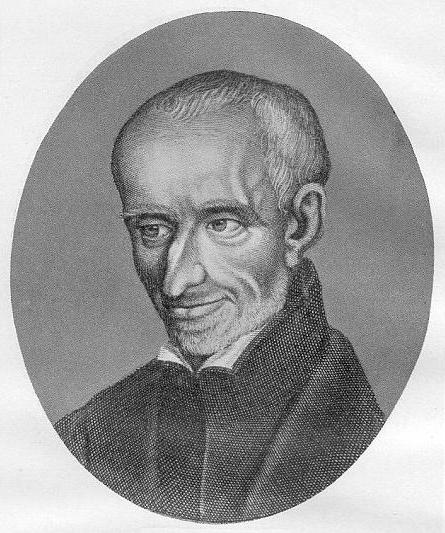
Dionysius Petavius.

Denis Pétau, gelatiniseerd als Dionysius Petavius (Orléans, 21 augustus 1583 - Parijs, 11 december 1652) was een Franse jezuïet, theoloog en historicus. Hij was een van de beste chronologen van zijn tijd.

## Werk

Dogmata theologica, 1757

Pétau werd na zijn studies in 1603 hoogleraar in de filosofie in Bourges. In 1605 vertrok hij echter naar Parijs, waar hij toetrad tot de orde van de jezuïeten. In 1621 werd hij hoogleraar theologie. Hij publiceerde in 1627 zijn grote werk De doctrina temporum en in 1630 een vervolg hierop. Petavius’ systeem wordt vooral in de katholieke kerk gebruikt. Hij had talen gestudeerd, was zeer deskundig in de wereldgeschiedenis, goed onderlegd in de wiskunde en als astronoom in staat om zonsverduisteringen te berekenen. Een ander werk, Rationarium temporum, werd voor het eerst in 1633-1634 gepubliceerd als verkorte versie van De doctrina temporum.

## Bestrijder van Scaliger
In de chronologie, de wetenschap van de tijdrekenkunde, legde hij de tekortkomingen van zijn rivaal Josephus Justus Scaliger bloot. Hij bestreed het gebruik om hiaten in kennis op te vullen met hypotheses en greep daarbij terug op de klassieke teksten. 
- Bibsys: 11078977
- Biblioteca Nacional de España: XX1124969
- Bibliothèque nationale de France: cb120926938 (data)
- Catàleg d'autoritats de noms i títols de Catalunya: 981058523332306706
- CiNii: DA10366643
- Digitale Bibliotheek voor de Nederlandse Letteren: peta001
- Gemeinsame Normdatei: 118592920
- International Standard Name Identifier: 0000 0001 0900 4057
- Library of Congress Control Number: n84133489
- Nationale Bibliotheek van Tsjechië: ola2007365085
- Nationale Bibliotheek van Israël: 987007294193705171
- Nationale en Universitaire bibliotheek Zagreb: 000384169
- Nederlandse Thesaurus van Auteursnamen: 069754101
- Réseau des bibliothèques de Suisse occidentale: 02-A000129627
- Istituto Centrale per il Catalogo Unico: CFIV132935
- LIBRIS: 83377
- SNAC: w6w680tr
- Système universitaire de documentation: 029262577
- Virtual International Authority File: 51717250
- WorldCat: E39PBJtcHhC77x74CfBHbKd4v3